# Лаймстоун (Флорида)
Лаймстоун (англ. Limestone) — переписна місцевість (CDP) в США, в окрузі Гарді штату Флорида. Населення — 157 осіб (2020).

## Географія
Лаймстоун розташований за координатами 27°22′2″ пн. ш. 81°54′17″ зх. д. / 27.36722° пн. ш. 81.90472° зх. д. (27.367249, -81.904786).  За даними Бюро перепису населення США в 2010 році переписна місцевість мала площу 61,55 км², уся площа — суходіл.

## Демографія
Згідно з переписом 2010 року, у переписній місцевості мешкали 132 особи в 51 домогосподарстві у складі 33 родин. Густота населення становила 2 особи/км².  Було 64 помешкання (1/км²).
Расовий склад населення:
| - 65,2 % — білих - 20,5 % — чорних або афроамериканців - 2,3 % — азіатів - 0,8 % — корінних американців - 9,1 % — осіб інших рас |

До двох чи більше рас належало 2,3 %. Частка іспаномовних становила 9,1 % від усіх жителів.
За віковим діапазоном населення розподілялося таким чином: 25,8 % — особи молодші 18 років, 59,8 % — особи у віці 18—64 років, 14,4 % — особи у віці 65 років та старші. Медіана віку мешканця становила 40,5 року. На 100 осіб жіночої статі у переписній місцевості припадало 100,0 чоловіків;  на 100 жінок у віці від 18 років та старших — 113,0 чоловіків також старших 18 років.
За межею бідності перебувало 76,2 % осіб, у тому числі 100,0 % дітей у віці до 18 років та 0,0 % осіб у віці 65 років та старших.
Цивільне працевлаштоване населення становило 50 осіб. Основні галузі зайнятості: будівництво — 100,0 %.